# Appendicula crotalina
Appendicula crotalina là một loài thực vật có hoa trong họ Lan. Loài này được (Ames) Schltr. mô tả khoa học đầu tiên năm 1912.